# Загурский, Вацлав
Вацлав Загу́рский (пол. Wacław Zagórski; 28 декабря 1909, Киев — 29 декабря 1983, Лондон) — польский прозаик и журналист, редактор, праведник мира (Яд Вашем, 1973 г.).

## Биография
Сын киевского адвоката. Брат поэта Ежи Загурского. В 1918 семья переехала в Варшаву. С 1927 изучал право в варшавском университете.
В конце 1920-х — начале 1930-х гг. редактировал в Варшаве газеты: Głos Akademika, Państwo Pracy, Legion Młodych, позже в конце 1930-х гг. — еженедельник Wołyń и Głos Prawdy (Лодзь).
Участник сентябрьской кампании 1939 года. После окончания военных действий перебрался в Вильно, где организовал подпольную социалистическую организацию Wolność (Свобода) ППС. В 1940 вернулся в Варшаву.
Принимал участие в подпольной вооружённой борьбе с немецкими оккупантами, партизанил в районе Кельц. Вместе со своей женой Барбарой активно помогал варшавским евреям. В частности, они помогали евреям бежать из гетто, добывали для них поддельные документы и скрывали в своей квартире. 6 ноября 1973 года Вацлав и Барбара были признаны Праведниками мира институтом Яд Вашем в Иерусалиме.
Командовал батальоном во время Варшавского восстания 1944 года. После подавления восстания оказался в концлагере.
По окончании Второй мировой войны осел в Лондоне. В 1948—1959 работал рабочим С 1959 по 1982 — главный редактор Tygodnik Polski.
Автор книг воспоминаний «Вихрь свободы. Дневник повстанца. Варшава 1944» (Лондон, 1957) и «Свобода в неволе» (Лондон, 1977).